# Nematostoma parasiticum
Nematostoma parasiticum är en svampart som först beskrevs av R. Hartig, och fick sitt nu gällande namn av M.E. Barr 1997. Nematostoma parasiticum ingår i släktet Nematostoma och familjen Pseudoperisporiaceae.   Inga underarter finns listade i Catalogue of Life.